# 7224 Vesnina
7224 Vesnina este un asteroid din centura principală de asteroizi.

## Descriere
7224 Vesnina este un asteroid din centura principală de asteroizi. A fost descoperit pe 15 octombrie 1982 la Observatorul de Astrofizică din Crimeea de Liudmila Juravliova. El prezintă o orbită caracterizată de o semiaxă mare de 2,77 ua, o excentricitate de 0,13 și o înclinație de 8,9° în raport cu ecliptica.